# Metopa boeckii
Metopa boeckii är en kräftdjursart som beskrevs av Georg Ossian Sars 1892. Metopa boeckii ingår i släktet Metopa och familjen Stenothoidae. Inga underarter finns listade i Catalogue of Life.